# Fiodor Triepow (1854–1938)

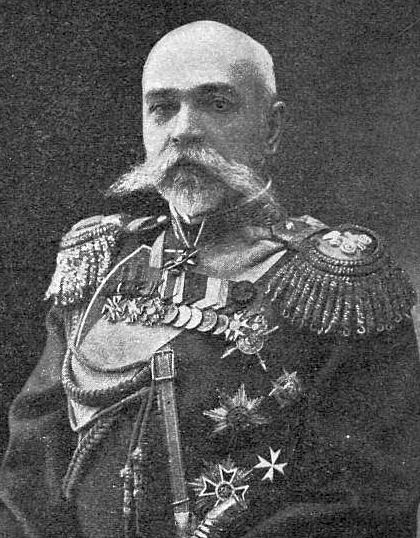
Generał Fiodor Fiodorowicz Trepow (1915)

Fiodor Fiodorowicz Trepow ros. Фёдор Фёдорович Трепов (ur. 13 maja 1854, zm. 27 marca 1938 w Nicei) – rosyjski generał adiutant, generał-gubernator kijowski, wojenny generał-gubernator Galicji, senator rosyjskiej Rady Państwa

## Życiorys
Ukończył Korpus Paziów (1873), następnie służył jako kornet (1873) i porucznik (1877) w konnym pułku Lejbgwardii (1873–1878). Oddelegowany z pułku był adiutantem dowódcy Okręgu Wojskowego w Orenburgu (1 II 1877–9 X 1878). Następnie służył w wiackim pułku kawalerii (1878–1881), Uczestniczył w wojnie rosyjsko-tureckiej 1877–1878. Mianowany kolejno rotmistrzem (1878), majorem (1879) i podpułkownikiem (1881). Przeniesiony do Ministerstwa Spraw Wewnętrznych – urzędnik do specjalnych zadań generał-gubernatora kijowskiego (1881–1892). W 1884 awansowany na pułkownika. Wicegubernator obwodu uralskiego (1892–1894). W 1894 mianowany generałem dywizji był gubernatorem wiackim (1894–1896), wołyńskim (1896–1898) Następnie generał-gubernator kijowski (1898–1903). Od 1901 generał porucznik. Od 1903 r. jako senator członek rosyjskiej Rady Państwa.
Podczas wojny japońsko-rosyjskiej (1904–1905) był naczelnikiem oddziału sanitarnego armii mandżurskiej oraz głównym pełnomocnikiem Rosyjskiego Towarzystwa Czerwonego Krzyża. Następnie, w latach 1908–1914, generał-gubernator kijowski. Od 1908 r. generał kawalerii, od 1909 r. generał adiutant. Po wybuchu I wojny światowej od września do grudnia 1914 pełnił funkcję zastępcy naczelnika oddziału sanitarnego i ewakuacyjnego w armii ks. Aleksandra Piotrowicza Oldenburskiego. Od 4 października 1916 do 31 marca 1917 – wojenny generał-gubernator Galicji. W odróżnieniu od swego poprzednika Gieorgija Bobrinskiego całą swą energię jako szef administracji okupacyjnej skierował na zabezpieczenie tyłów rosyjskiej armii, a więc głównie na podtrzymywaniu tu ładu i spokoju. Nie głoszono więc haseł zjednoczenia Galicji z państwem rosyjskim. Zaprzestano także represji wobec Ukraińców i ich organizacji, a nawet pozwolono na kontynuację nauki w języku ukraińskim w gimnazjach w Czerniowcach i Tarnopolu. Zwolniony ze służby z powodu choroby (31 III 1917).
Po rewolucji październikowej w Rosji wyemigrował w 1919 r. do Francji, gdzie zmarł. Pochowany został na cmentarzu rosyjskim (Cimetière russe de Caucade) w Nicei (grób nr 816).

## Odznaczenia

### Rosyjskie
- Order św. Anny – III klasy (24 I 1878), II klasy (5 IV 1887), I klasy (18 IV 1899)[3]
- Order św. Włodzimierza – IV klasy (28 III 1878), III klasy (30 VIII 1890), II klasy (22 II 1905)[3]
- Order św. Stanisława – II klasy (27 III 1879), I klasy (14 V 1896)[3]
- Order Orła Białego – z mieczami (7 V 1905)[3]
- Order św. Aleksandra Newskiego – (6 IX 1911), diamentowe odznaki (6 V 1915)[3]
- Broń Złota „Za Waleczność” – (24 I 1905)[3]

### Zagraniczne
Austriacki – Order Franciszka Józefa (1874), perski – Order Lwa i Słońca 3 klasy (1874), sasko-weimarski – Krzyż Komandorski Sokoła Białego (1884), bucharski – Order Gwiazdy Wschodzącej 1 klasy (1898), rumuński – Wielki Krzyż Orderu Korony Rumunii (1899), bułgarski – Krzyż Orderu Zasługi Wojskowej 1 klasy (1903), francuski – Krzyż Wielki Legii Honorowej (1907).

## Życie prywatne
Pochodził z rodziny szlacheckiej mieszkającej w guberni petersburskiej. Był synem generała kawalerii Fiodora Fiodorowicza Trepowa (1812–1889) i Wiery Wasilewny z domu Łukaszewicz. Miał 5 sióstr – Anastasiję (1849–1940), Jewgienię (ur. 1850), Juliję (1851–1923), Sofiję (1853–1927), Jelisawietę (1858–1920), oraz 3 braci – Dmitrija (1855–1906, moskiewski oberpolicmajster), Aleksandra (1862–1928, premier rządu rosyjskiego), Władimira (1863–1918, gubernator Taurydy). Ożenił się z Jelizawietą Siergiejewną z domu Kilchen (1856–1937), mieli dwie córki: Wierę Fiodorowną po mężu Gudim-Lewkowicz (1881–1958) i Jelizawietę Fiodorowną po mężu Diemidową (1885–1978).